# Trichonotus elegans
Trichonotus elegans és una espècie de peix de la família dels triconòtids i de l'ordre dels perciformes.

## Descripció
- Fa 18 cm de llargària màxima.[7]
- 3 espines i 43-45 radis tous a l'aleta dorsal i 1 espina i 39-42 radis tous a l'anal.
- El mascle presenta filaments llargs a l'aleta dorsal.[8]
- Absència d'escates per sobre i per sota de la línia lateral a la meitat anterior del cos.[9][10]

## Reproducció
Viu en harems (1 mascle per, si fa no fa, una dotzena de femelles).

## Hàbitat i distribució geogràfica
És un peix marí, associat als vessants dels esculls costaners i les llacunes fondes entre 10 i 30 m de fondària i de clima subtropical, el qual viu a l'oceà Índic occidental (les illes Maldives) i el Pacífic occidental (des d'Indonèsia fins a Fiji, les illes Ryukyu i el mar del Corall, incloent-hi Guam, les illes Marshall, la Micronèsia, la república de Palau i Papua Nova Guinea).

## Observacions
És inofensiu per als humans i, normalment, es colga en la sorra quan l'aigua esdevé calma.